# 오시마 타카토
오시마 타카토(大島高任, おおしま たかとう, 1826년 6월 16일~1901년 3월 29일)는 메이지 시대의 광산학자이다.

## 경력
모리오카시 仁王小路에서 모리오카번의 시의 大島周意의 장남으로 태어났다. 1842년 17세에 에도로 유학하여 난학의인 箕作阮甫나 坪井信道에게 배웠다. 나가사키에서 채광 기술을 배웠다. 1853년, 미토번주 도쿠가와 나리아키의 명으로 那珂湊에서 반사로를 건조했다. 대포 주조에 성공했으나 재료로 사철(砂鉄)을 썼기 때문에 성능이 좋지 않았다. 서양에 견줄 고품질의 철을 만들기 위해 양질의 철광석을 산출하는 가마이시에 가서 휴게닌의 책을 참고하여 서양식 고로를 건설했다. 1858년 연속 철광석 제련 산출을 성공시켰다.
일본 최초의 상용 고로였다. 오시마는 이후 메이지 정부에서도 기술자로 높게 평가되었고, 광산 업계의 선두에서 활약하여 일본 근대 제철의 아버지라는 평을 받게된다.
1855년 하시노(橋野) 고로건설을 진행했다. 모리오카번으로 돌아와서 난학과 영어, 의학, 물리, 화학, 병술, 포술 등을 가르치는 일신당을 세웠다. 유신 후 1871년에 이와쿠라 사절단에 동행하여, 유럽 광산을 시찰했다. 1874년 이와테현 가마이시에에 세워진 최초의 관영제철소에 의견을 제출했는데 독일 기술자 비얀히(ビヤンヒー)와 의견이 대립했다. 정부는 비얀히의 대형 고로안을 채택했다. 1875년 타카토는 가마이시를 떠났지만 관영제철소 사업은 시작 3년만에 좌절되어 이후 田中長兵衛、横山久太郎 등의 민간이 나서서 재건하기 전까지 멈추게 되었다.
1890년 일본광업회의 초대회장이 되었다. 이후 포도농사와 포도주 양조장을 꾸리며 살았다.
1888년 욱일장 1889년 일본제국헌법공포 기념장을 받았다. 아들 大島道太郎도 야금학자였다. 